# Рухакана Ругунда
Рухакана Ругунда (7 листопада 1947 , Kabaled, Західна область ) —  угандійський державний і політичний діяч, прем'єр-міністр Уганди 18 вересня 2014 — 21 червня 2021

## Біографія

### Молоді роки та освіта
Рукахана Ругунда народився 7 листопада 1947 року у Кабале в родині Норі і Соломона Ругунди. Навчався у початковій школі у Рвезі, середня школа Кігезі та Басога-коледж.. Потім він закінчив Медичну школу  Університету Макерере та Університет Замбії, а пізніше — Каліфорнійський університет в Берклі зі ступенем магістра у галузі громадської охорони здоров'я.

### Кар'єра
У 1975 — 1986 роках Ругунда працював лікарем: в Замбії (1975-1976), Інституті ООН по Намібії, Лусаці, Замбії (1976-1977), педіатром у Центральному шпиталі округу Колумбія у Вашингтоні, США (1978-1979), заступником міністра охорони здоров'я Уганди (1979-1980) і лектором у Медичному навчальному центрі у Найробі (1981-1982), лікарем відділу педіатрії Національного шпиталю Кеніати (1982-1984), у відділі тропічної педіатрії Університетської лікарні Швеції (1984-1985). В 1986 році був призначений комісаром тваринництва, полювання і рибальства, обіймав посаду міністра охорони здоров'я (1986-1988), транспорту та зв'язку (1988-1994), закордонних справ (1994-1996), інформації (1996-1998), голови президентської адміністрації (1998-2001), міністра води, землі і навколишнього середовища (2001-2013), внутрішніх справ (2003-2009), інформаційно-комунікаційних технологій (2011-2013), а потім знову був призначений на посаду міністра охорони здоров'я.
Крім цього був Головою Ради керуючих Програми ООН з довкілля,, з січня 2009 року до травня 2011 року обіймав посаду Постійного представника Уганди при Організації Об'єднаних Націй.

### Посада прем'єр-міністра
18 вересня 2014 року президент Уганди Йовері Мусевені листом спікеру парламенту Ребеці Кадаге призначив Ругунду на посаду прем'єр-міністра країни замість Амам Мбабазі, відправленого у відставку 18 вересня